# Oberösterreicher Weinbirne

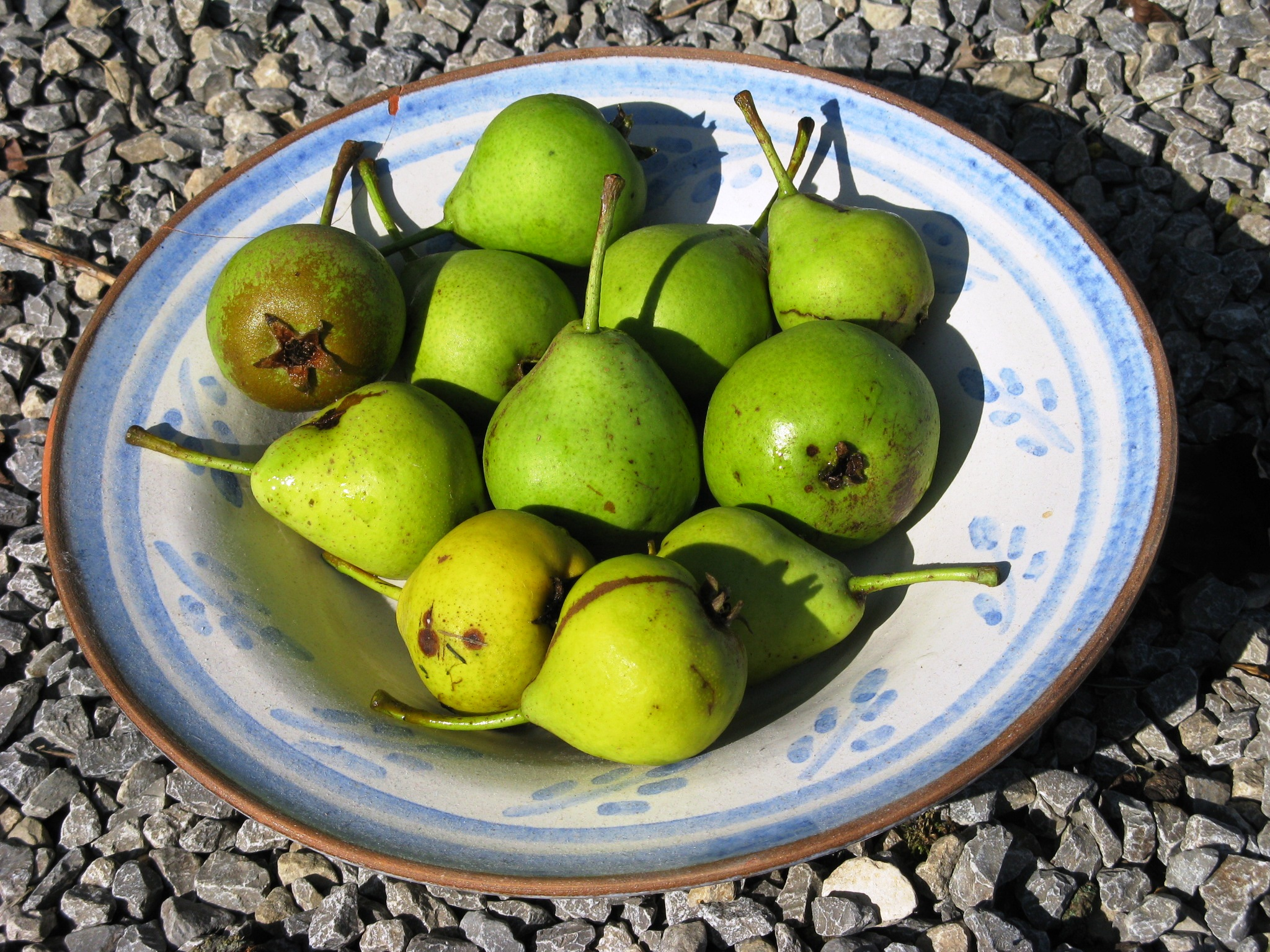
Früchte der Oberösterreicher Weinbirne

Die Oberösterreicher Weinbirne auch 'Kärntner Speckbirne', 'Zitronengelbe Mostbirne' oder kurz 'Oberösterreicher' genannt, ist eine Sorte der Birne (Pyrus communis), genauer eine Mostbirne.

## Anbau
Vor allem im Streuobstbau prägt sie die Landschaft. An Lage und Bodenart stellt sie keine hohen Ansprüche. Der Ertrag ist an vielen Standorten unbefriedigend. Die Oberösterreicher Weinbirne findet als Most- und Dörrbirne Verwendung. Diese Sorte ist stark anfällig für Feuerbrand.

## Herkunft
Die Sorte 'Oberösterreicher Weinbirne' stammt aus Kärnten. Sie wurde 1888 bei der Reichsobstausstellung in Österreich erstmals vorgestellt und dann stark vermehrt. Sie ist in Österreich, Süddeutschland und der Schweiz verbreitet.

## Beschreibung

### Erscheinungsbild und Blatt
Der Baum ist starkwüchsig, in der Jugend ist er pyramidal und bildet später eine große kugelige Baumkrone aus. Er kann ein Alter von 100 bis 150 Jahre erreichen. Die kräftigen Hauptäste sind sortentypisch, die Jahrestriebe grau-grün und in der oberen Hälfte filzig. Die Laubblätter sind eirund mit gesägtem Blattrand.

### Blüte
Die Exemplare beginnen sehr früh (Alter) zu blühen. Die Blütenknospen sind auffallend groß und wildlederartig.

### Frucht
Der Fruchtstiel ist lang, holzig und halbseitig grün in ausgeprägter Vertiefung. Die Früchte sind groß und kreiselförmig. Die glatte Fruchtschale ist bei Reife grüngelb bis zitronengelb, ohne Deckfarbe und mit zahlreichen Lentizellen versehen. Der Kelch ist offen in mitteltiefer Grube mit schmalen, aufliegenden Kelchblättern, welche an der Basis verwachsen sind. Das gelblichweiße, grobzellige „Fruchtfleisch“ schmeckt süßherb und weinig. Der Zuckergehalt erreicht 60 bis 75° Oechsle. Die Frucht kann mit der Owener Mostbirne verwechselt werden; diese reift aber früher und hat einen kürzeren Stiel.
Siehe auch: Liste der Birnensorten